# Jean de Montecler
 (mars 2017).
Jean de Montecler est un chevalier français du XVe siècle.

## Biographie

### Origines et famille
Jean de Montecler descend de la famille de Montecler, une famille de la noblesse angevine, originaire du diocèse de Mans, propriétaire du château de Bourgon. Sa devise était : Magnus inter pares.

### Carrière
En 1406, Jean de Montecler acquit la terre de Bourgon, que ses descendants possédèront jusqu'en 1577. 
En 1419, Jean de Montecler est fait chevalier et commande une compagnie de deux chevaliers, quinze écuyers, vingt archers, tous de l'Anjou. 
Un arrêt du Parlement, rendu le 9 août 1428, gratifie Jean de Montecler de notable chevallier, de grande et notable génération et aussi haut en faits.
Il combat dans les troupes du roi Charles VII dirigées par Jeanne d'Arc avec Jean II d'Alençon, vicomte de Sainte-Suzanne : Jehan de Montecler, canonnier demourant a Angers, est mandé par le roi pour aller au siège d'Orléans. Il y parut avec éclat en 1429 et la grosse couleuvrine, dont il dirigeait les coups, causa de grands dommages aux Anglais. Gai et plaisant, il contrefaisait le mort pour donner une fausse joie aux ennemis et bientôt il reparaissait plus terrible et plus redoutable que jamais. Maître Jean transportait sa couleuvrine d'endroits en endroits et partout elle était un objet d'effroi pour les assiégeants. Au commencement de mars, ceux-ci commencèrent à creuser un fossé destiné à aller d'une bastille à une autre le canonnier de Montecler tua en deux coups cinq personnes parmi lesquelles lord Gray, neveu de Salisbury, qui peu auparavant avait lui-même perdu la vie alors qu'il commandait les opérations du siège.
Le 14 juin, l'armée royale victorieuse à Orléans et Jargeau attaqua Beaugency les Anglais s'étaient réfugiés dans le château les Français les y assiégèrent sous les ordres de la Pucelle. Le joyeux canonnier Jean de Montécler, était là avec sa couleuvrine et il fit merveille. Le 17 juin, a minuit, sir Richard Gonthier, bailli d'Évreux, qui commandait la garnison, offrit de capituler. Il continua par la suite à guerroyer contre les Anglais de Sainte-Suzanne.

## Sources
- François-Augustin Gérault, Notice sur la famille, et le château de Montecler. Mémorial de la Mayenne, volume 2.
- Société historique et archéologique du Maine, Revue historique et archéologique du Maine . G. Fleury & A. Dangin (Mamers). 1910. p. 93.